# Carex molinae
Espèce
Classification phylogénétique
Carex molinae est une espèce des plantes du genre Carex et de la famille des Cyperaceae.